# Aldéric Doerfel
Aldéric „Ally“ Doerfel (* 26. September 1949 in Luxemburg; † 23. Mai 2021 in Ettelbrück) war ein luxemburgischer Fechter.

## Karriere
Aldéric Doerfel nahm an den Olympischen Sommerspielen 1972 in München teil. Mit dem luxemburgischen Team schied er im Mannschaftswettkampf des Degenfechtens in der Vorrunde aus.
Auf nationaler Ebene wurde er 1976 und 1981 Meister mit dem Degen. Zudem konnte er in der gleichen Disziplin 1973, 1974 und 1980 die Vizemeisterschaft sichern. Im Florett wurde er 1969 mit dem Cercle d’Escrime Differdingen ebenfalls Vizemeister. Mit dem Cercle Escrime Nordstad wurde er 1977, 1978, 1979, 1982 und 2004 luxemburgischer Meister.
Nach seiner aktiven Laufbahn war er Sekretär der Entente des sociétés sportives Diekirch und des Cercle d’Escrime Nordstad.